# Industria aeronautică
Industria aeronautică face referire la industria companiilor sau o persoanelor implicate în diferitele aspecte ale proiectării, construirii, testării, vânzării și întreținerii aeronavelor, pieselor aeronavelor, misilelor, rachetelor sau navelor spațiale. Industria aerospațială este o industrie de înaltă tehnologie.